# Роженко Микола Маркович
Мико́ла Ма́ркович Роже́нко (нар. 20.01 (за паспортом 01.02) 1936, село Западинці, нині Летичівського району Хмельницької області - 13 листопада 2012, Київ)—  український філософ. Доктор філософських наук (1986). Професор (1989). 
Чоловік доктора філософських наук, професора Нінель Трохимівни Костюк. Спеціалізувався в галузі квантової логіки — розділу сучасної некласичної математичної логіки.

## Біографія
Микола Маркович Роженко народився 20 січня 1936 року в селі Западинці, нині Летичівського району Хмельницької області в селянській родині.
1959 року закінчив фізико-математичний факультет Кам'янець-Подільського педагогічного інституту (нині Кам'янець-Подільський національний університет імені Івана Огієнка).
1966 року закінчив філософську аспірантуру Інституту філософії АН УРСР.
Захистив кандидатську дисертацію «Філософський аналіз проблеми опису і пояснення у квантовій механіці» (1966) та докторську дисертацію «Єдність логічного та історичного в науковому пізнанні (на матеріалах сучасної фізики)» (1985).
За письмовий протест 1972 року проти арештів Василя Стуса, Євгена Пронюка, Василя Лісового та інших був негайно звільнений з Інституту філософії й адміністративно висланий з Києва, після чого три роки працював старшим викладачем на кафедрі філософії Хмельницького інституту побутового обслуговування (нині Хмельницький національний університет). 1975 року знову повернувся до Києва, де викладацьку роботу поєднував з науково-дослідною, що увінчалася захистом докторської дисертації.
Помер 13 листопада 2012 року 

## Праці
- Трагедія академіка Юринця [Текст] : [Штрихи до історії української філософії радянської доби] / Микола Роженко,; О.М.Боголюбов ; Автор післямови О.М.Боголюбов. - К. : Український Центр духовної культури, 1996. - 189 с

- Сосни Биківні свідчать: злочин проти людства [Текст] / Микола Роженко ; Едіт Богацька. - К. : Український Центр духовної культури, 1999 - Кн. 1 / Всеукраїнське історико-культурне просвітницьке товариство "Меморіал" ім. В.Стуса, Всеукраїнське товариство політв'язнів і репресованих, Київське товариство політв’язнів і жерств репресій. - 1999. - 564 с.

- Сосни Биківні свідчать: злочин проти людства. Кн.2. - К.:  Український центр духовної культури, 2001. - 600 с.

- Сосни Биківні свідчать: злочин проти людства. [Текст]. Кн.3 / М. М. Роженко ; Всеукраїнське товариство політичних в’язнів і репресованих. - К. : Український Центр духовної культури, 2002. - 600 с.

- Матеріали 10-х Липневих академічних читань [Текст]. Вип.1 / Відпов. за випуск М.М.Роженко. - К.: Український центр духовної культури, 2002. - 72 с.

- Сосни Биківні свідчать: злочин проти людства. [Текст]. Кн.4 / М. М. Роженко ; Всеукраїнське товариство політичних в’язнів і репресованих, Київська міська рада. Комісія з питань поновлення прав реабілітованих, Наукове товариство ім. М. Трохименка . - К. : Український Центр духовної культури, 2003. - 600 с.

- Квантова логіка: Теорія. Історія. Філософія [Текст] : авториз., опрацьов. і доп. пер.з рос. / М. М. Роженко, Н. М. Роженко. - К. : Український Центр духовної культури, 2000. - 308 с.

- Роженко Микола Маркович. Після 6 липня 1972 року [Текст] : матеріали до XI липневих академічних читань / М. М. Роженко ; Всеукраїнське товариство політичних в'язнів і репресованих, Комісія Київради з питань поновлення прав реабілітованих, Наукове товариство ім. Миколи Трохименка. - К. : Український Центр духовної культури, 2003. - 49 с.

- Бібліографія квантової логіки [Текст] / уклад. М. М. Роженко ; [Інститут математики НАН України]. - К. : [б.и.], 2006. - 120 с.

- Роженко Николай Маркович. Единство логического и исторического в научном познании (на материалах современной физики) [Текст] : дис. ... д-ра филос. наук : 09.00.08 / Роженко Николай Маркович ; Киев. инженер.-строит. ин-т. - К., 1984. - 435 л.